# ريكاردو كوردوبا
ريكاردو كوردوبا (بالإسبانية: Ricardo Cordoba) مواليد 11 أكتوبر 1982 في سانتا مارتا، بنما، هو ملاكم محترف بنمي بدأ مسيرته الاحترافية سنة 2000. حقق بطولة رابطة الملاكمة العالمية.

## المسيرة الاحترافية
من نزالاته:
- خسر أمام غييرمو ريجوندو (13-11-2010).
- خسر أمام برنارد دان (21-03-2009).
- تعادل مع فولوديمير سيدورينكو (17-03-2007).
- انتصر على فولوديمير سيدورينكو (11-03-2006).
- انتصر على سيليستينو كاباليرو (25-05-2004).

## إحصائيات
خاض خلال مسيرته 41 نزالا، فاز في 37 وتعادل في 2 وخسر في 3. فاز بالضربة القاضية في 23 نزالا.

## روابط خارجية
- ريكاردو كوردوبا على موقع بوكس ريك (الإنجليزية) (registration required)